# Juan Vélez de Guevara
Juan Crisóstomo Vélez de Guevara (Madrid, 1611 - idem, 20 novembre 1675), dramaturge espagnol du Siècle d'or espagnol, fils du dramaturge Luis Vélez de Guevara et de sa première épouse Úrsula Bravo de Laguna.

## Biographie
Il naquit dans la paroisse de Saint André et étudia les lois, comme son père, probablement à Séville. Il reçut un poste d’auditeur pendant quelques années et déménagea à Madrid pour entrer au service du Duc de Veragua comme son père. À la mort de ce dernier en 1644, il vivait toujours dans la maison de ses parents. Ses activités de dramaturge ne sont documentées qu’à partir de 1637, lorsque sa comédie Décembre en Août, Notre Dame des neiges fut représentée au palais. Cinq ans après en 1642, son père lui céda sa fonction d’huissier royal. Au début de 1655, toujours à Madrid, il se maria à Úrsula de Velasco le 18 mars dans la paroisse Saint Martin. Ils eurent un fils, Manuel José, né le 30 mars 1657 et baptisé dans la même paroisse. Trois ans après eut lieu le concours de Notre Dame de la Soledad ; Juan Vélez concourut et obtint plusieurs prix. Au travers des critiques et moqueries dont il a été l’objet, on sait qu’il était assez grand, brun et avec un grand nez.
Il était bien placé à la cour grâce à sa fonction d’huissier royal héritée de son père en 1641 et avait pu faire représenter certaines de ses œuvres au palais. Au côté de cette dimension courtisane, il écrivit également des comédies comme l’Amour vaincu par l’Amour, ecrite avec Juan de Zabaleta et Antonio de la Huerta. Il collabora avec Jerónimo de Cáncer et Martínez de Meneses dans La vérité du mensonge et avec Juan Bautista Diamante et Juan de Matos Fragoso dans  La courtisane dans la montagne et L’Hidalgo de La Manche. Dans ce genre de comédies burlesques il écrivit également Les sept infantes de Lara avec Jerónimo de Cáncer, œuvre qui fut jouée devant Philippe IV d’Espagne en 1650.
Son œuvre la plus importante est Endymion et la lune, représentée pour la première fois en 1656 et Les jaloux font une étoile, zarzuela représentée au palais en 1672. Cette dernière œuvre est sans doute la plus connue. Elle met en scène un triangle amoureux entre Jupiter, Junon et l’exquise nymphe Isis. S’inspirant d’Ovide, il crée un édifice allégorique intéressant et pastoral qui fait intervenir deux personnages gracieux, très démystificateurs, et burlesques : Momo et Temia. Pour cette fête il composa également la danse, une loa et un intermède. 
Vélez fils se caractérise par un plus grand attrait pour la comédie que son père et pour créer des comédies festives très proches du ton de l’intermède. Nombre de ces œuvres furent attribuées de manière erronée à son père. En plus de ces titres il composa également Deux ruisseaux se sont rencontrés, Le jeune homme des palais, il n’y a pas de potion contre l’amour, Il n’y a aucun pouvoir contre l’amour, Risques, amour et amitié Nicolas Antonio dit qu’il imprima un volume avec de nombreux intermèdes, mais il n’a pas été retrouvé. Parmi eux se trouvaient notamment : La minaudière, La taverne, Les inutiles, le malin idiot, le tailleur et l’auteure de comédie qu’il écrivit en 1662, mais qui accompagna en 1672 sa zarzuela Les jaloux font une étoile et en 1679 Psyché et Cupidon de Pedro Calderón de la Barca.
Une spécialité de Vélez fils était les danses théâtrales. Il écrivit Le contraste de l’amour, L’escrime, Fulanilis, Gille et Pascal, La taverne et le bar, Le jeu de l’homme et l’Architecte.

## Sources
- Javier Huerta Calvo dir., Historia del teatro español, Madrid, Gredos, 2003.